# Космос-954

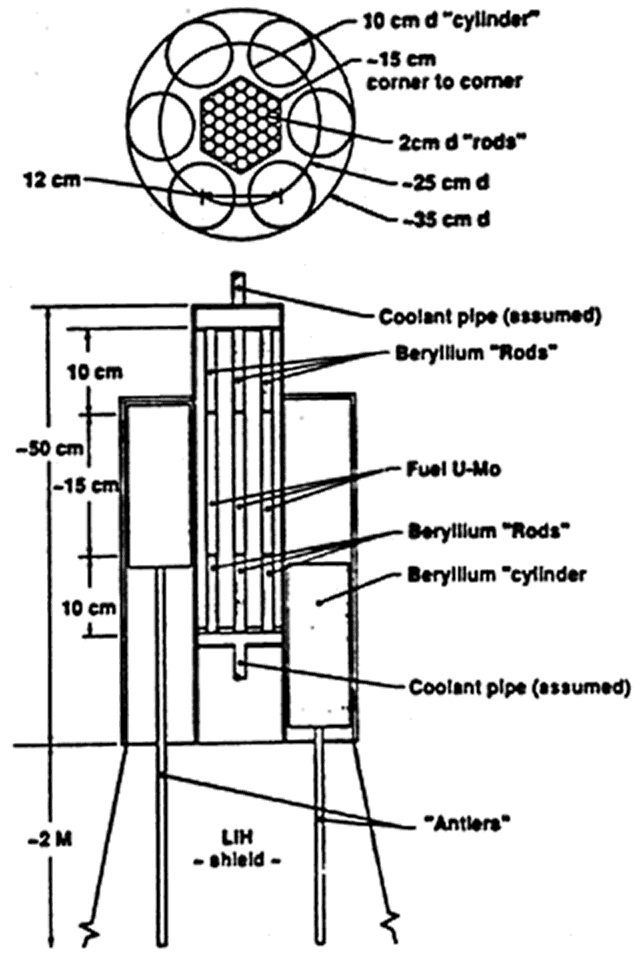
Схема реактора «Космос-954»

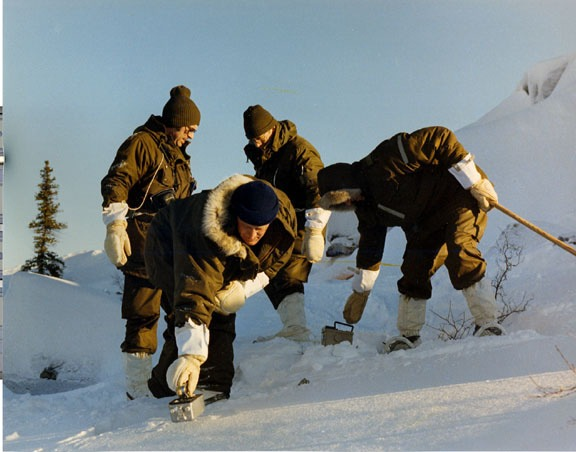
Участники операции ищут обломки спутника с помощью ручных детекторов радиоактивности

«Космос-954» — советский спутник морской космической системы разведки и целеуказания серии «УС-А» с ядерной энергетической установкой на борту. 24 января 1978 года упал на территорию Канады, вызвав радиоактивное заражение части Северо-Западных территорий. Советская сторона посчитала заражение незначительным, в отличие от американской и канадской сторон, которые указывали на значительный характер заражения. Всего на территорию площадью более 100 тысяч км² упало около сотни радиоактивных обломков. В местах падения некоторых из них радиоактивность действительно была значительной — до 200 рентген/час, бо́льшая же часть территории не пострадала. Жертв среди населения не было.

## Ядерный реактор
«Космос-954» был оборудован ядерной энергетической установкой БЭС-5, известной также под кодовым названием «Бук», от которой питался бортовой радиолокатор бокового обзора. Электрическая мощность установки составляла 3 кВт при тепловой в 100 кВт, максимальный ресурс работы БЭС-5 — 124 (по другим данным, 135) суток. Двухконтурная установка имела реактор на быстрых нейтронах БР-5А и термоэлектрогенератор; теплоноситель обоих контуров — эвтектика натрий-калий, температура в первом контуре 700 °C, во втором — 350 °C. Масса всей установки — около 900 кг.
Активная зона реактора состоит из 37 ТВЭЛов с минимально возможным зазором между ними. Каждый ТВЭЛ содержит три уран-молибденовых блочка длиной по 55 мм и два бериллиевых блочка длиной по 100 мм, образующих торцевые отражатели нейтронов. Общая масса урана — 30 кг, обогащение по 235-му изотопу — до 90 %. Корпус реактора в виде шестигранной призмы с размером «под ключ» 140 мм окружён боковым бериллиевым отражателем толщиной 100 мм. В отражателе могут перемещаться параллельно друг другу шесть бериллиевых стержней — органы управления реактором.
Боковой отражатель состоял из отдельных секций, стянутых стальной лентой. Предполагалось, что при сходе спутника с орбиты и попадании его в плотные слои атмосферы лента должна быстро перегореть, отражатель — развалиться на части, а активная зона — сгореть. После неудачного падения «Космоса-954» конструкция была изменена: все ТВЭЛы стали принудительно выбрасываться газовым исполнительным механизмом.

## Запуск, работа и падение
«Космос-954» массой в 4300 килограммов был запущен с космодрома Байконур 18 сентября 1977 года, о чём был официально уведомлен Генеральный секретарь ООН. Работал в паре с запущенным двумя днями ранее спутником-близнецом «Космос-952».
Параметры орбиты:
- перигей — 259 км
- апогей — 277 км
- наклонение — 65°.

«Космос-954» проработал чуть больше месяца, когда 28 октября наземные службы управления неожиданно потеряли контроль над ним. Причина этого так и осталась неизвестной. Вероятнее всего, произошёл сбой корректирующего двигателя. Вывести его на более высокую орбиту для захоронения не удалось. 6 января следующего года произошла разгерметизация приборного отсека, аппарат полностью вышел из строя и перестал отвечать на команды из центра управления. Под действием сопротивления атмосферы спутник начал вращаться с ускорением и снижаться. 24 января вошёл в плотные слои атмосферы и разрушился, частично сгорев, над северо-западными районами Канады.

## Последствия падения

### Операция «Morning light»
Вскоре после старта спутника, в ноябре, командование воздушно-космической обороны Северной Америки (NORAD), которое следило за всеми спутниками и объектами в космическом пространстве, заметило, что он сбился с орбиты и представляет собой потенциальную угрозу ввиду возможного падения на Землю. Разведка уже имела информацию о том, что спутник имеет ядерный источник энергии (американцы предполагали, что он был типа «Ромашка»), поэтому Совет национальной безопасности США поручил министерству энергетики приготовиться к падению. 19 декабря была образована группа по космическим обломкам. В январе мировой общественности стало известно, что советский разведывательный спутник с ядерным реактором на борту находится на орбите без управления и продолжает снижаться. Западная пресса обсуждала, когда и где упадёт летающий реактор; это событие, ввиду малой предсказуемости, прозвали «русской рулеткой». Расчёты показали, что падение произойдёт 23—24 января. Американские власти запросили информацию о спутнике у советской стороны, которая 14 января подтвердила, что спутник действительно оборудован ядерным реактором и что контроль над ним потерян. Ранним утром 24 января спутник во время пересечения северной части Тихого океана исчез с экранов американских радаров. Станция слежения за космическими объектами, находящаяся на Гавайях, при помощи своих телескопов проследила за тем, как спутник начал падать и сгорать в атмосфере. Практически сразу начали поступать сообщения из различных мест об огненном шаре, прочертившем небо над канадскими северными территориями.
Стало известно, что в 6:53 утра спутник вошёл в земную атмосферу над островами Хайда-Гуаи (прежнее название — Острова Королевы Шарлотты) и, скорее всего, ударился о земную поверхность в районе Большого Невольничьего озера. Президент США Картер позвонил премьер-министру Канады Трюдо и предложил помощь. Канадское правительство приняло предложенную американскими властями помощь в поиске радиоактивных остатков спутника и реактора. В тот же день американские специалисты прибыли в Канаду. Штаб операции по поиску базировался на канадской военной базе в пригороде Эдмонтона, провинция Альберта. Сама операция получила кодовое название «Утренний свет» (англ. Morning light), по единственному свидетельству падения спутника, которое произошло ранним утром. Первой фазой операции стало зондирование территории с воздуха с использованием самолётов и вертолётов. После того, как 800-километровая территория падения была определена, началась вторая фаза — поиск остатков спутника. Первый объект был найден 26 января.
Американцы получили свидетельство того, что представляют собой остатки активной зоны ядерного реактора. Всего было найдено более 100 фрагментов в виде стержней, дисков, трубок и более мелких деталей, радиоактивность которых была от нескольких миллирентген/час до 200 рентген/час, общей массой 65 кг. В общей сложности было собрано более 90 % радиоактивных продуктов деления из реактора спутника. Затраты на операцию составили 14 миллионов долларов.

### Международный скандал
Согласно документу «Урегулирование претензий Канады к Союзу Советских Социалистических Республик по поводу ущерба, нанесённого спутником „Космос-954“» (англ. Settlement of Claim between Canada and the Union of Soviet Socialist Republics for Damage Caused by "Cosmos 954") от 2 апреля 1981 года, Канада в своём исковом заявлении оценивала расходы по ликвидации последствий падения в 6 041 174,70 канадских долларов и настаивала на праве взыскать с СССР дополнительные неучтённые расходы, которые могут возникнуть в будущем. Согласно документу, СССР обязался выплатить Канаде 3 млн. канадских долларов компенсации за все обстоятельства, которые повлекло за собой падение спутника. Протокол документа был подписан в Москве послом Канады в СССР Джеффри Пирсоном и заместителем министра иностранных дел Н. С. Рыжовым.

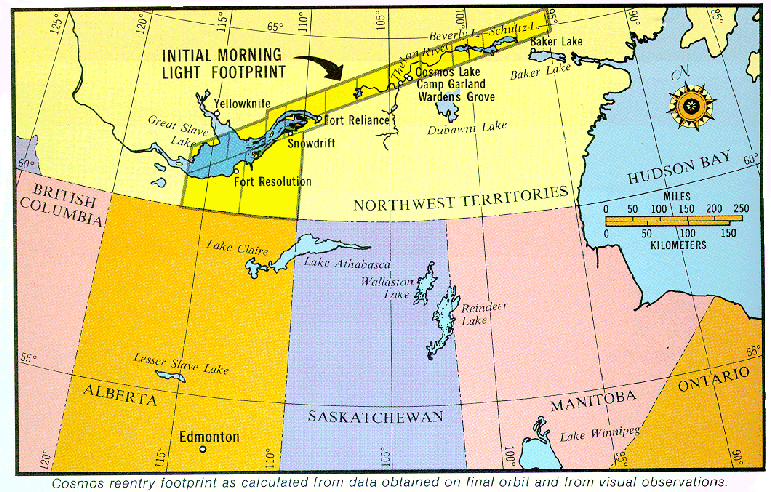
Карта области падения осколков

Также СССР пришлось почти на три года отказаться от запусков подобных спутников и серьёзно усовершенствовать систему радиационной безопасности спутника. В частности, конструкция ядерных реакторов на космических аппаратах была изменена: все твэлы стали принудительно выбрасываться газовым исполнительным механизмом.

### Радиоактивное заражение
В результате падения спутника более сотни радиоактивных осколков были разбросаны над территорией примерно 124 тыс. км²
, то есть примерно над 10 % Северо-Западных территорий Канады. Из-за малой заселённости территории (плотность населения территорий примерно составляет 1 чел. на 28 км²) и большого разброса радиоактивных осколков вероятность радиоактивного поражения людей была мала. Быстрому поглощению радиации также способствовало большое количество рек и озёр.